# 軍港の子 〜よこすかクリーニング1946〜
『軍港の子 〜よこすかクリーニング1946〜』（ぐんこうのこ よこすかクリーニング1946）は、日本のテレビドラマ。終戦の日を間近に控えた夏季に、過去の戦争を風化させないために日本放送協会（NHK）が企画した特別番組の一つで、2023年（令和5年）8月10日にNHK総合テレビジョンで放送された。太平洋戦争の終戦直後、軍港があり、アメリカ軍が駐留していた神奈川県横須賀市を舞台として、戦災孤児たちが貧困と混乱の時代を逞しく生きる姿、そして孤児たちの夢と過酷な現実を描いた作品である。

## あらすじ
1946年（昭和21年）、終戦直後の横須賀。小川今日一は、横浜大空襲で母の良枝と死別して、クリーニング店を営む親戚に引き取られる。しかし今日一は家に馴染めずに家出し、岡田武弘や坂井凪子ら、他の戦災孤児たちと知り合う。今日一や孤児たちは、娼婦のミサや、娼館に住む少年の高木誠司らの手引きで、クリーニングの仕事を始める。それまで些細な仕事、時には犯罪で日銭を稼いでいた一同は、クリーニングの仕事を通じて、働く喜びを知り、生きる希望を取り戻し、やがて「家を借りて暮らす」という、ささやかな夢を抱く。しかし、さらに過酷な現実が彼らに襲いかかる。

## キャスト
小川 今日一 〈13〉
演 - 小林優仁
本作の主人公。戦争で親を失い、クリーニング店の親戚に引き取られるが、家出して孤児たちと暮らし始める。
高木 誠司〈13〉
演 - 髙橋來
ミサの娼館に住みこんでいる少年。アメリカ兵相手の闇取引で日銭を稼いでいる。
岡田 武弘〈14〉
演 - 原田琥之佑
戦災孤児たちのリーダー格。クリーニングの仕事を始めてからは、仕事を軌道に乗せようと奮闘する。
坂井 凪子〈12〉
演 - 村山輝星
武弘たち戦災孤児グループの母親的存在の少女。裁縫が得意。
島田 真吉〈12〉
演 - 岡橋亮汰
武弘たち戦災孤児グループの1人。得意の料理で仲間たちを元気づける。
西田 耕平〈13〉
演 - 阿久津慶人
武弘たち戦災孤児グループの1人。現実主義であり、今日一たちと対立することもある。
ミサ
演 - 松岡茉優
アメリカ兵相手の娼館で働く娼婦。今日一や孤児たちの身を案じて、面倒をみる。
小川 良枝
演 - 田中麗奈
今日一の母。横浜大空襲で戦火に巻き込まれて死亡するが、その最期の言葉はその後も、今日一の生きる原動力となる。
瑞希
演 - 阿部紗英
今日一の孫。東京都内の大学生で、祖父の死をきっかけに、終戦時の出来事に触れてゆく。物語の語り手。

## スタッフ
- 原作：西田彩夏[8]
- 脚本：大森寿美男[1]
- 演出：田島彰洋[8]
- 音楽：渡邊崇[1]
- 制作統括：桑野智宏[1]

## 製作
実話を下敷きに、日本各地で取材した戦争経験者の証言や資料をもとにしたフィクションで構成される、オリジナルドラマである。作中で描かれる戦災孤児には、歴史に名前を残したようなモデルがいるわけではないが、軍港があった横須賀で、そして日本の各地で、実際にあった出来事がモデルとなっている。横須賀が舞台となったことには、当時は横須賀の浦賀港が引揚港だった影響もあって、横須賀には多数の戦争犠牲者がおり、その中には親からも社会からも見捨てられた子供たちもいたことが、背景の一つにある。
作中で描かれるクリーニング業は、原作者の西田彩夏の祖父が戦後の横須賀で営んでいたクリーニング業がモデルである。西田には祖父の記憶はないものの、その生涯を調べたところ、誰も知らない横須賀の地で1人で働いて生きたことがわかり、同様に戦後を独力で生き抜いた子供たちがいたであろうことから、「子供たちにとっての戦争は、終戦後に始まった」「大人や社会に頼ることができない子供を描くことが、戦争の残酷さを伝え、平和を考えさせるきっかけになる」と考えたことで、この企画に至った。
ドラマのディレクターである田島彰洋は、2021年にコロナ禍での子供の自殺やトー横キッズの報道に触れた折に、「若い人に生きる活力を与えられるドラマを作りたい」と考えていた。同時期に西田から祖父のクリーニング店の話を聞き、「戦後に家や食べ物がなくても自力で生き抜いた戦災孤児の力強さを伝えたい」との思いや、戦災孤児はいわば大人に見捨てられた子供であることから、「トー横キッズなどの戦後の現在にも繋がる」と考えられたことで、制作が進められた。
制作統括の桑野智宏によれば、2021年より、トー横キッズなど現代の子供たちの苦悩が注目されていたため、戦災孤児を題材とするドラマの製作によって、現在にも伝わるようにすることを意図として、準備が進められていた。2022年に入ると、ロシア・ウクライナ危機の発生により、戦争は現代でも起こりうる問題として考えられることが増加した。それに加え、戦争経験者に取材すると、少し前なら取材可能だったが現在は不可というケースが多いことから、太平洋戦争が風化しつつあることを実感し、だからこそ制作しなければならないとの思いで、制作にいたったという。
脚本の大森寿美男は、このドラマの意義について、戦争体験者から直接話を聞くことが困難となった時代において、戦争が過去の出来事ではないことを痛感しつつ、自分たちには無名の人々に思いを馳せる義務が残されている、と述べている。NHKによれば、終戦直後の日本では、戦争で親を喪った多くの子供たちが飢餓と貧困に苦しんでおり、大人や社会に見捨てられ、自力で生き抜くしかない戦争孤児たちにとっては、戦後こそが本当の戦いであったことがドラマの題材とされており、戦後も子供たちを苦しめる戦争とは何かを問う作品とされている。
主人公を演じた子役の小林優仁は、本作がドラマ初主演である。小林はNHKドラマの『青天を衝け』『らんまん』と続けて主人公の幼少期を演じており、「『らんまん』『青天を衝け』と続いて、この経験を活かせたかなと思います」と語った。

### 撮影

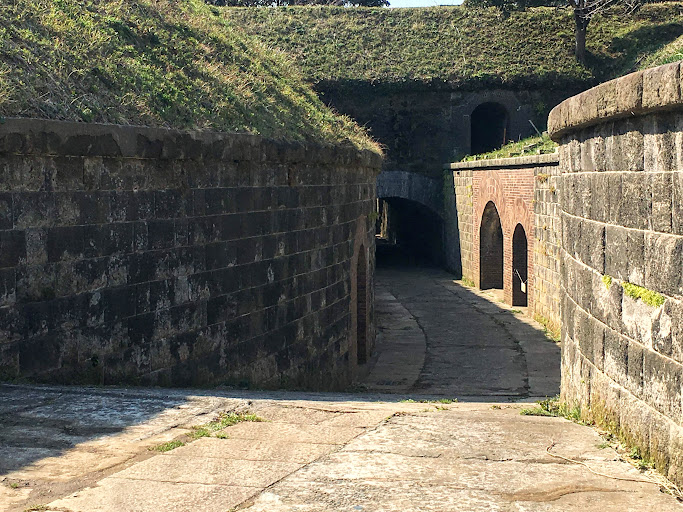
千代ケ崎砲台地下施設入口

撮影は、横須賀の西浦賀の観光農園であるファーマシーガーデン浦賀で、2023年5月から6月にかけての2カ月弱でおこなわれた。ファーマシーガーデン浦賀は、東京湾要塞の一角である千代ケ崎砲台跡の一部であり、砲台や観測所などの軍事施設跡が良質な状態で遺されていることから、撮影場所として選ばれた。撮影にあたり、セットが農園の4カ所に組まれた。施設の広場には大規模なセットが作られ、横須賀の闇市、アメリカ兵相手の娼館も再現された。作中で孤児たちが住処にしていた弾薬庫跡は、実際の弾薬庫跡が撮影に用いられた。
作中で描かれる終戦直後のクリーニングでは、その再現のために、神奈川県座間市のクリーニング店である神山クリーニングが撮影に協力した。この店は明治時代に創業した老舗であり、戦前から戦後にかけての体験談をもとに、舞台描写や作業を助言するとともに、洗濯板による手洗い、洗濯物の干し方、昭和初期頃に普及した家庭用の炭火アイロンの使い方、当時の染み抜きの方法などの指導をおこなった。